# Arue (Tahití)
Arue és un municipi de la Polinèsia Francesa, situat a l'illa de Tahití, que es troba a les Illes del Vent (arxipèlag de les Illes de la Societat. Té 9.458 habitants i forma part de l'aglomeració de Papeete. L'illa de Tetiaroa és dependent del municipi.
El seu nom prové de l'expressió tahitiana Arue i te arii! («lloança al rei»), que era com saludaven al rei Pomare I de Tahití.